# Antonie Roest van Alkemade
Antonie Matthias Jacob Joseph baron Roest van Alkemade (Dordrecht, 16 april 1783 - Modena, 18 december 1811) was een Nederlands militair die zowel in Nederlandse als in Franse dienst vocht.

## Biografie
Antonie Roest van Alkemade werd geboren als een zoon van Theodoor Jan Roest van Alkemade en Margaretha Jacoba van Wassenaer. Veel over zijn vroege leven is niet bekend, maar in 1806 trad hij in dienst van het leger. Hij begon zijn militaire carrière als ordonnans van koning Lodewijk Napoleon. In diens gevolg vocht hij mee tijdens de campagne tegen Pruisen in 1806. Aan het einde van dat jaar werd hij benoemd tot tweede luitenant van van het 2de regiment Huzaren.
Roest van Alkemade kwam in de koninklijke gunst en werd door de koning in 1807 benoemd tot de Stalmeester. In november van dat jaar verkreeg hij ook het ridderkruis van de Orde van de Unie. Het jaar daarop bevorderde de koning hem tot eerste luitenant en volgde ook andere promoties. Zo stelde Lodewijk Napoleon hem aan tot stafchef van de Hollandse Brigade die naar Spanje vertrok om in de oorlog aldaar te vechten.
In Spanje verkreeg hij het commando over het 3de Regiment Huzaren en op 27 maart 1809 ging dit regiment onderdeel uitmaken van het Vierde Legerkorps onder leiding van maarschalk Horace Sébastiani. Onder hem vocht Roest van Alkemade mee in de Slag bij Ciudad Real. Hier raakte hij gewond door een kogel die zijn linkerzij doorboorde waarop hij van zijn paard viel. Een paar van zijn soldaten redden hem te midden van de vijandelijke troepen. Zijn optreden wekte bewondering van Sébastiani die Lodewijk Napoleon schreef en deze benoemde hem hierop tot generaal-majoor.
Hij keerde vervolgens als oorlogsheld naar Holland terug en op 17 juni 1809 werd hij benoemd tot Opperhofmaarschalk door Lodewijk Napoleon. Toen de koning later dat jaar naar Parijs werd geroepen reisde Roest van Alkemade met hem mee en tijdens zijn verblijf in Parijs verkreeg hij het grootkruis van de Orde van de Unie. Op 1 juli moest Lodewijk Napoleon aftreden als koning en werd het koninkrijk ingelijfd bij het keizerrijk. Hierop ging Roest van Alkemade over in Franse dienst en hierbij kon hij zijn rang als generaal-majoor behouden.
Hij kreeg een functie in het Leger van Italië, maar moest als na een maand verlof nemen vanwege gezondheidsreden. In juni 1811 hervatte hij zijn dienst en werd hij commandant van het departement Panaro. Opnieuw liet zijn gezondheid hem in de steek. Op 18 december 1811 overleed Roest van Alkemade op 28-jarige leeftijd te Modena aan een borstziekte.